# Rencontres de la photographie en Gaspésie
Les Rencontres de la photographie de la Gaspésie (anciennement nommées Rencontres internationales de la photographie en Gaspésie) sont un festival annuel de la photographie, fondé en 2009, par Claude Goulet. Le programme des Rencontres offre des expositions en plein air sur le territoire de la Gaspésie (Québec, Canada), des conférences, tables rondes à près de 146 000 visiteurs. Ce sont plus de 250 photographes nationaux et internationaux qui ont été accueillis pour des expositions, des résidences de création ou divers projets.

## Historique
En juin 2018, les artistes Jean-Daniel Berclaz, Jean-François Bérubé, Sylvain Dumais, Maryse Goudreau et Marie-Claude Véziau sont invités à présenter au public le fruit de résidence de création sur le territoire de la Gaspésie sous le nom Parcours du point de vue. Le Parcours du point du vue - Gaspésie propose 10 installations photographiques, représente le projet en amont des Rencontres de la photographie. Le concept provient du Musée du Point de vue créé en France par l'artiste suisse de Jean-Daniel Berclaz.
La première édition du festival a lieu a l'été 2010 et se découle dans 11 municipalités du territoire gaspésien: Cap-Chat, Marsoui, Mont-Saint-Pierre, Grande-Vallée, Percé/Anse-à-Beaufils, Chandler, Paspébiac, New Richmond, Maria, Carleton-sur-Mer, Matapédia-Les-Plateaux. Pour cette édition, le festival accueille entre autres Benoit Aquin, Jean-François Bérubé, Gilbert Duclos et Gabor Szilasi.
En 2011, sous le thème Itinéraires photographiques, ce sont 14 municipalités hôtes qui accueillent des expositions  des photographes Jean-François Bérubé, François Pesant et Isabelle Eshaghi, Larry Towell, Roger Lemoyne, Cynthia Copper, Catherine-Lune Grayson, Sophie Jean, Dan Bergeron, Maryse Goudreau.
En 2015, le festival crée, en collaboration avec le commissaire Alexis Desgagnés, les Missions photographiques ayant pour but de documenter le paysage québécois.
En 2019, le festival accueille entre autres Benoit Aquin, Jean-François Bérubé, Gilbert Duclos et Gabor Szilasi.
En 2021, les Rencontres publient Empreintes… 10 ans de Rencontres, qui auraient dû paraître en août 2020 en raison de la pandémie mondiale qui a retardé sa publication. Cette publication est sous la direction de Mona Hakim critique et historienne de l'art. L'édition 2021 se déroule sous le thème Conversations  et accueille 16 expositions présentant notamment le travail Maude Arsenault et Bertrand Carrière.

## Projets spéciaux

### Maison d'édition
Le festival fonde, en 2016, la maison d'édition Les Éditions Escuminac. 
- Isabelle Hayeur, République, Montréal (Québec), Éditions Escuminac, 2016  (ISBN 978-2-9816058-0-1)
- Maryse Goudreau, Histoire sociale du Béluga, Montréal (Québec), Éditions Escuminac, 2016  (ISBN 978-2-9816058-1-8)
- Claudia Imbert, Petite-Vallée, Filigranes Éditions, Diaphanes Éditions, Éditions Escuminac, 2018  (ISBN 978-2-35046-442-8 et 978-2-35046-442-8)
- Maryse Goudreau, La conquête du Béluga, Escuminac (Québec), Éditions Escuminac, Escuminac (Québec), 2020  (ISBN 978-2-9816058-2-5)
- Claude Goulet, Mona Hakim,Serge Allaire, Alexis Desgagnés et André-Louis Paré, Empreintes…10 ans de Rencontre, Montréal (Québec), Éditions Escuminac, 2021  (ISBN 978-2-9816058-3-2)
- Elana Perlino, Indian Time : En territoire innu, Santo Tirso (Portugal), 2022  (ISBN 978-2-8431407-2-3)
- Normand Rajottte, Carcasse, Montréal (Québec), Diaphanes Éditions, Éditions Escuminac, 2022  (ISBN 978-2-919077-66-3 et 978-2-9816058-4-9)
- Philippe Garon et Patrice Juiff (auteurs) et Judith Bellavance et Robert Charlotte (artistes), Psaumes picards / De l'imprévisibilité potentiellement mortelle de l'orignal,  Centre SAGAMIE, Éditions Escuminac, Diaphane, 2024  (ISBN 978-2-923612-93-5 et 978-2-919077-79-3)

### Expositions sur le livre photographique
En 2019, le festival cré le projet de diffusion du livre photographie d'auteur. En 2020, le festival propose L’espace du livre: territoires - édition - photographies, une exposition sur le livre photographique en collaboration avec Vu Photo (centre de diffusion et de production de la photographie).

### Missions photographiques
Ayant pour objectif de documenter l'évolution du paysage québécois, les Missions photographiques ont été créées en 2015. Sous le commissariat d’Alexis Desgagnés lors de la première édition, des artistes sont invités à documenter le paysage québécois :
- 2016-2017 : Mission photographique Gaspésie: Sara A. Tremblay et Jean-François Hamelin[15]
- 2019-2020 : Mission photographique Laurentides: Chloé Beaulac[16]
- 2020-2021 : Mission photographique Outaouais: Aislinn Leggett[16]
- 2021-2022 : Mission photographique Charlevoix: Hua Catherine Dong[17]
- 2022-2023 : Mission photographique Saguenay-Lac-Saint-Jean: Josée Pedneault[18]